# Coluna White
Coluna White é a denominação da exposição da coluna estratigráfica da Bacia do Paraná na serra do Rio do Rastro, no trecho da Rodovia SC-438, entre os municípios de Lauro Müller e Bom Jardim da Serra, no estado de Santa Catarina, Brasil. Esta coluna é considerada uma coluna geológica clássica do antigo supercontinente Gondwana no Brasil.
Seu nome é uma homenagem ao geólogo norte-americano Israel Charles White, que estudou a geologia da Bacia do Paraná entre os anos de 1904 e 1906, como chefe da Comissão de Estudos das Minas de Carvão. Esta comissão foi criada pelo governo brasileiro para estudar o potencial energético do carvão da Bacia do Paraná, e que era minerado de forma incipiente no Sul do Brasil. 

## Estratigrafia

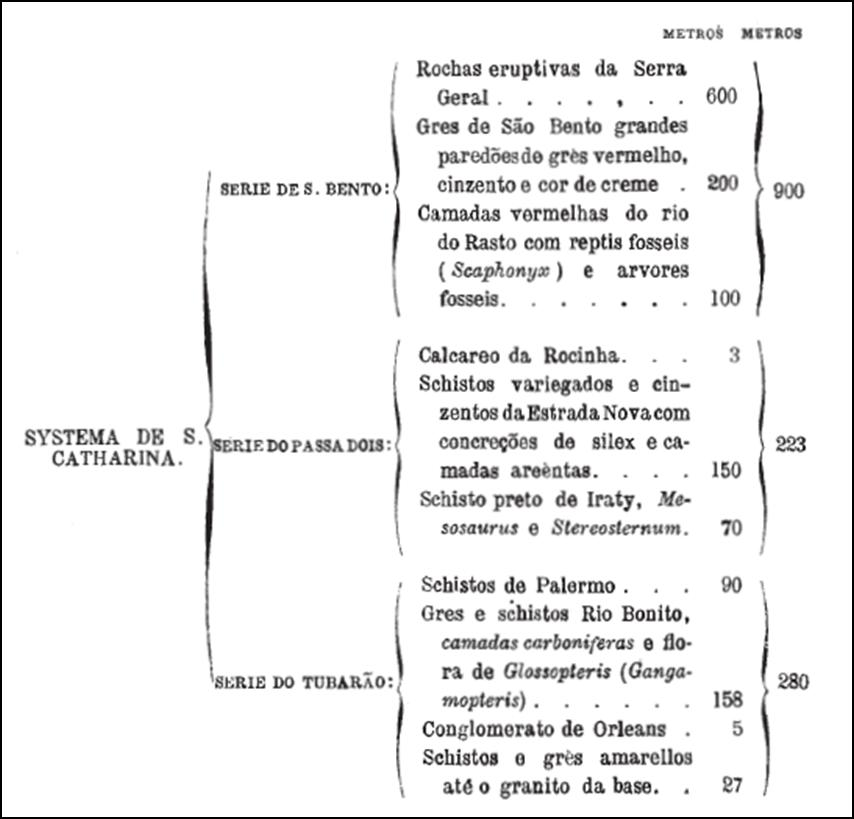
Coluna estratigráfica na serra do Rio do Rastro
Conforme definida por White, 1908

No município de Lauro Müller, no sopé da serra, ocorrem afloramentos de rochas do Grupo Itararé e da Formação Rio Bonito. Conforme sobe-se a serra, sucessivamente ocorrem afloramentos das formações Rio Bonito, Palermo, Irati, Teresina, Serra Alta, Rio do Rasto, Botucatu, e finalmente, os basaltos dos derrames vulcânicos cretácicos da Formação Serra Geral, no topo da serra. Cada afloramento é sinalizado por um marco de concreto, num total de 17, que descreve as características de cada um.
O objetivo da Comissão de Estudos das Minas de Carvão, criada pelo governo brasileiro em 1904, era identificar a potencialidade dos carvões brasileiros, frente a crescente necessidade de recursos energéticos do pais. Israel White foi designado chefe da comissão e trabalhou por dois anos, junto com uma equipe de técnicos brasileiros e estrangeiros, no mapeamento das jazidas de carvão da bacia do Paraná.

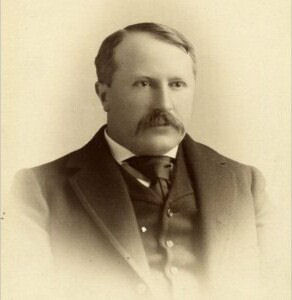
Israel Charles White
Cerca de 1898

A publicação do seu relatório em 1908, em inglês e português, e que ficou conhecido como "Relatório White", foi um grande marco para o conhecimento da geologia da bacia do Paraná. As denominações introduzidas por ele para a designação das unidades geológicas desta bacia ficaram consagradas, tendo sido pouco modificadas na sua concepção ao longo dos tempos, sendo considerado o "marco zero" na sistematização estratigráfica da mesma. Por outro lado, este trabalho documenta um precioso conteúdo científico no campo da paleontologia: o reconhecimento da ocorrência de restos fósseis de Mesosaurus brasiliensis em estratos permianos do "Schisto preto de Iraty" e a proposição de sua equivalência geológica com unidades correlatas da bacia do Karoo, na África do Sul.

## Sítio geológico e excursão virtual
A serra do Rio do Rastro, onde a Coluna White está localizada, possui grande beleza de paisagem e foi classificada como um dos sítios geológicos brasileiros pela Comissão Brasileira de Sítios Geológicos e Paleobiológicos.